# Hospital de La Ribera
El Hospital Universitario de La Ribera es un centro hospitalario ubicado en la ciudad española de Alcira, en la provincia de Valencia. Pertenece a la red de hospitales de la Generalidad Valenciana. Su puesta en marcha se produjo en el 2000, dos años después de la clausura del histórico hospital Santa Lucía. Fue el primer hospital público español de gestión privada, bajo una concesión a la unión temporal de empresas Ribera Salud, aunque a partir de 1 de abril de 2018, es gestionado por la Generalidad Valenciana.

## Antecedentes
El Modelo Alcira toma su nombre de la localidad valenciana en la que se construyó en 1999 el primer hospital público español gestionado bajo la modalidad de concesión, el Hospital de la Ribera, basado en cuatro pilares fundamentales: propiedad pública, control público, financiación pública y gestión privada.
La Constitución Española reconoce explícitamente el derecho a la salud de todos los ciudadanos y la obligación de los poderes públicos de garantizar este derecho. En este sentido, la Ley General de Sanidad, aprobada en 1986, trajo consigo la creación del Servicio Nacional de Salud para garantizar la prestación sanitaria pública, integral y gratuita a toda la población, mediante la financiación de fondos públicos. La Ley 15/1997 de 25 de abril, aprobada por el Partido Popular y el Partido Socialista Obrero Español, introdujo la posibilidad de que los servicios sanitarios sean prestados por instituciones jurídicas distintas al propio Estado. La Generalidad Valenciana desarrolló esta nueva Ley para poner en marcha el Hospital de La Ribera en el municipio de Alcira, gestionado bajo la modalidad de concesión administrativa.

## Historia del hospital
El hospital de La Ribera abrió sus puertas en 2000. Su construcción supuso una inversión de 54 millones de euros. Con motivo de su inauguración, el Consejero de Sanidad, Joaquín Farnós, aseguró que su uso ahorraría dinero a la administración, ya que la Generalidad pagaría por cada alcireño 34 000 pesetas/año, En el primer ejercicio, la concesionaria pagó a la Consejería de Sanidad 1994 millones de pesetas por sus servicios, y pagó por la concesión y por la asistencia de pacientes adscritos a su zona en otros hospitales del sistema, 1496 millones de euros, registrando por tanto, un margen bruto de 489 millones de pesetas. El grueso de su facturación lo consiguió atendiendo a enfermos no adscritos a su zona de cobertura. Sin embargo, la UTE concesionaria registró unas pérdidas, según sus propias declaraciones, de un millón de euros. 
En el 2002, el sindicato Comisiones Obreras denunció que el presupuesto asignado al hospital de la Ribera para la atención a la zona 10 era muy superior al asignado a otras zonas con la misma población, lo que demostraría una asignación cuando menos poco ética de los recursos públicos en beneficio particular. El sistema generaría ganancias individuales y pérdidas generales.
En 2003 la concesionaria no pudiendo hacer frente a la explotación del hospital por sus pérdidas, recurrió a la Generalidad Valenciana, que, inexplicablemente, anuló la adjudicación, concediendo a la concesionaria una indemnización por un supuesto lucro cesante de 25 millones de euros. El pago de esa compensación fue condenado por el Síndic (el tribunal de cuentas) La oposición criticó ampliamente esta operación, manifestándose incapaz de entender cómo se podía liberar a la empresa de una obligación por no ser rentable, y, a la vez, compensarla por el dinero que dejaría de ganar al no seguir con ese negocio ruinoso. Tras este proceso, la Generalidad abrió un nuevo concurso, en el que se aumentaban generosamente en un 68% las cantidades que la administración autonómica pagaría por la explotación del hospital, y, pese a los malos resultados de la experiencia anterior, adjudicó la explotación a la misma UTE concesionaria. Desde entonces, y con cinco hospitales en la Comunidad Valenciana (Alcira, Torrevieja, Denia, Manises y Vinalopó en Elche) y cuatro hospitales en la Comunidad de Madrid y el Laboratorio Clínico Central BR Salud, el modelo se ha extendido dentro y fuera de la Comunidad Valenciana, en administraciones ligadas al Partido Popular.
El Hospital de la Ribera pasó a ser directamente gestionado por la Generalidad Valenciana el 1 de abril de 2018, tras el término del contrato de concesión administrativa.

## El modelo Alcira
Se ha dado en llamar Modelo Alcira a la fórmula de colaboración público-privada o modelo concesional sanitario aplicado a la gestión de los hospitales públicos mediante el sistema de concesión administrativa, tomando el nombre de la ciudad donde comenzó su aplicación en 1999.
El establecimiento del primer hospital privado financiado con fondos públicos fue muy contestado por la mayor parte del estamento sanitario, profesionales, sindicatos, asociaciones colegiales de médicos, por el Ayuntamiento etc.«Los médicos se oponen»

### Principios básicos del modelo de gestión
Este modelo de gestión está basado en cuatro principios básicos:
- Financiación Pública: El sistema de contraprestación se basa en un pago capitativo. La Administración paga a la empresa concesionaria una cantidad anual fija y preestablecida por cada uno de los habitantes adscritos. También paga por la atención prestada a los enfermos que no residan en la zona.
- Propiedad Pública: En todo momento se garantiza la naturaleza pública del servicio de salud. El centro objeto de concesión es un hospital público, construido en suelo público y perteneciente a la red de hospitales públicos.
- Control Público: La empresa concesionaria está sujeta al cumplimiento de las cláusulas establecidas en el pliego de condiciones. La Administración tiene capacidad de control y de inspección, así como facultad normativa y sancionadora.
- Prestación Privada: La prestación del servicio sanitario se adjudica durante un periodo de tiempo preestablecido a una empresa concesionaria, que se compromete a la buena marcha y gestión del servicio público, a cambio de una cantidad que le garantice un nivel suficiente de beneficios.

### Críticas al sistema
Se han venido denunciando como desventajas del sistema:
- La interferencia de criterios económicos en la atención médica, provocando, por ejemplo, que el hospital atienda preferentemente a enfermos desplazados, por los que la administración debe pagar más que por los que residen en su área de cobertura contractual. Por ejemplo, se detectó que desde instancias oficiales se enviaban desde otras provincias próximas a este hospital privado enfermos crónicos cuyo tratamiento era posible en instalaciones cercanas a su domicilio, con el único objeto de aumentar las cantidades ingresadas por el Hospital de la Ribera.[10][11] Se ha documentado también un incremento injustificado de los partos atendidos en ese hospital, que no se corresponden ni con el peso demográfico de la población adscrita en el conjunto de la provincia ni con un aumento similar en el número de nacimientos en la misma, del que se puede sospechar que se realiza únicamente con objeto de aumentar los beneficios de la concesionaria.[12]
- La arbitrariedad en la asignación de recursos y procesos, atendiendo exclusivamente a la rentabilidad de la inversión e ignorando criterios estrictos de salud pública. La connivencia entre responsables políticos y de la empresa concesionaria se ha probado en numerosas ocasiones.[13]
- La opacidad en el control del gasto.[14]

## Conflictos laborales
La empresa se ha visto envuelta regularmente y con frecuencia en conflictos laborales por incumplir convenios colectivos, despedir improcedentemente a sus empleados, represaliar a delegados sindicales o negar a los profesionales pagos y prestaciones a los que estos se consideraban con derecho.